# Amateur Athletic Union

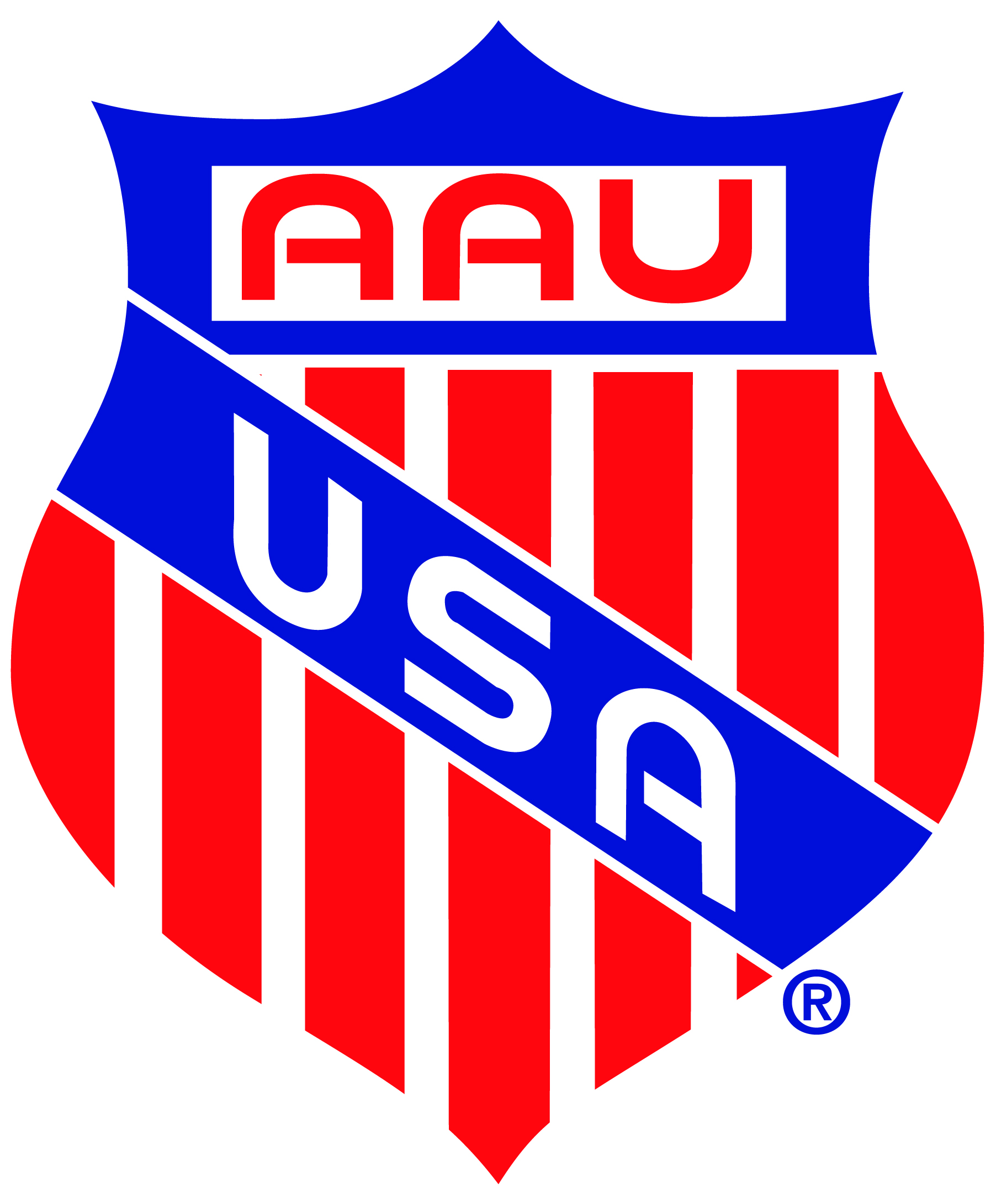
Logo AAU

Amateur Athletic Union (Amatorska Unia Atletyczna), skrótowiec AAU – amerykańska organizacja zajmująca się promocją, organizacją i rozwojem sportu amatorskiego. Założona w 1888 roku. Jej siedziba znajduje się w Lake Buena Vista, w stanie Floryda. Jedna z najstarszych organizacji sportowych w tym kraju. Reprezentowała USA w wielu sportowych federacjach i ruchu olimpijskim. 
Od 1978 roku, po uchwaleniu ustawy Amateur Sports Act of 1978, zajmuje się promocją sportu na poziomie lokalnym. Od 1994 wiele zawodów odbywa się w Walt Disney World Resort, w zlokalizowanym tam kompleksie sportowym ESPN.
Zrzesza około 700 tysięcy członków i 150 tysięcy wolontariuszy, w 41 dyscyplinach sportowych. 